# 克卜勒-9b
克卜勒-9b是NASA的克卜勒太空望遠鏡發現的第一顆太陽系之外的行星 (系外行星)，它環繞著在天琴座的克卜勒9公轉。克卜勒-9b是克卜勒太空望遠鏡使用凌日法在克卜勒9發現的三顆行星中最大的一顆；它的質量比行星中的土星略少一些。克卜勒-9b和克卜勒-9c顯現出被稱為軌道共振的現象，兩顆行星的引力互相牽引著，改變和穩定了另一顆行星的軌道。這顆行星的發現是在2010年8月26日公布的。

## 命名和歷史
克卜勒-9b的名稱表明它是第一顆被發現軌道環繞著克卜勒9公轉的行星。
這顆恆星因為在NASA發現類地行星的克卜勒任務中被發現有行星，反過來被名為克卜勒9。克卜勒9的行星是在克卜勒任務最初43天中發現總數高達700多顆的行星候選者。這顆恆星是被標示有多過一顆以上行星凌日的五大行星系之一，它也是第一批被證實有多顆行星凌日的恆星之一。 
這顆行星是克卜勒任務使用凌日法確認的，這顆行星相對於地球從恆星的前面經過，使恆星的總光度稍微減弱了一些；這些微光度的變化確認了行星的一些特性，包括它的大小和與母恆星的距離。
克卜勒-9b的質量估計由夏威夷毛納基山的凱克天文台完成。在這個過程中，科學家發現克卜勒-9b是克卜勒9這個系統中巨大的兩顆氣體巨星中較大的一顆，但是它的質量仍然小於土星。

## 特性
克卜勒-9b是一顆氣體行星，估計它的質量大約是0.252 MJ；也就是質量大約是木星的四分之一。它的半徑大約是0.842RJ，或是大約木星半徑的80%。這顆行星環繞克卜勒9的週期是19.243天，與母恆星的距離是0.14天文單位。相較於太陽系的行星，水星與太陽的距離是0.3871天文單位，每87.97天才公轉一週。克卜勒-9b是在克卜勒9的系統中第二接近母恆星的行星。
克卜勒-9b和克卜勒-9c是系外行星之間有軌道共振被注意到的第一個例子。這兩顆行星 ，它們的軌道對應著1：2的比率，維持著彼此的軌道受到相互的引力牽引。克卜勒-9b的軌道逐漸增長，平均而言，每個軌道週期會增長4分鐘。最終，這種增加的趨勢將會反轉。隨著時間的推移，可以看見行星的軌道共振比率在1：2的上下振盪著。卡內基機構的Alycia Weinberger說克卜勒9的氣體巨星是在比目前距離更遠的位置上形成的，軌道共振現象的外觀可能有助於解釋它們向內遷徙的歷史。

## 外部連結
维基共享资源上的相關多媒體資源：克卜勒-9b
Template:Kepler-9